# Cantón de Volonne
El cantón de Volonne era una división administrativa francesa que estaba situada en el departamento de Alpes de Alta Provenza y la región de Provenza-Alpes-Costa Azul.

## Composición
El cantón estaba formado por nueve comunas:
- Aubignosc
- Château-Arnoux-Saint-Auban
- Châteauneuf-Val-Saint-Donat
- L'Escale
- Montfort
- Peipin
- Salignac
- Sourribes
- Volonne

## Supresión del cantón de Volonne
En aplicación del Decreto n.º 2014-226 de 24 de febrero de 2014, el cantón de Volonne fue suprimido el 22 de marzo de 2015 y sus 9 comunas pasaron a formar parte, seis del nuevo cantón de Château-Arnoux-Saint-Auban y tres del nuevo cantón de Sisteron.